# میوه‌خورک خوش‌سیما
میوه‌خورک خوش‌سیما (نام علمی: Pipreola formosa) نام یک گونه از سرده میوه‌خورک است.